# Cibalong (plaats)
Cibalong is een bestuurslaag in het regentschap Tasikmalaya van de provincie West-Java, Indonesië. Cibalong telt 3608 inwoners (volkstelling 2010).